# Шевцов Олександр Трифонович
Олекса́ндр Три́фонович Шевцо́в (1911, Малинівка — 1980, Харків) — радянський футболіст, захисник та півзахисник, відомий завдяки виступам у складі київського «Динамо», мінського «Динамо» та харківських клубів «Сільмаш» і «Спартак». Після завершення активних виступів розпочав тренерську кар'єру, зокрема очолював ворошиловградські «Трудові резерви» та харківський «Авангард». Старший брат футбольного арбітра Миколи Шевцова.

## Життєпис
Почав грати в футбол у шістнадцятирічному віці. Виступав за першу та другу команди «Серпа та Молота». З 1931 року грав у складі команди Челябінського тракторного заводу. Потім, у 1934—1936 роках, грав у армійських командах. Після закінчення строкової служби, провів сезон у складі челябінського «Трактора» та був його капітаном. У 1938 році повернувся до «Сільмаша». Всього за команду в чемпіонаті СРСР зіграв 40 матчів та забив 9 голів. Також у 1939—1940 роках грав за збірну Харкова. Після розформування «Сільмаша», був переведений до складу харківського «Спартака». За нову команду устиг зіграти п'ять матчів у незакінченому чемпіонаті СРСР. Після закінчення німецько-радянської війни опинився у Мінську, де протягом двох сезонів виступав за місцеве «Динамо». Згодом опинився у іншому «Динамо» — київському. Був основним захисником киян у 1947 році, однак наступного сезону провів лише 1 гру та завершив активні виступи на футбольному полі.
У 1949 році працював наставником ворошиловградського «Динамо», протягом 1950–1951 років очолював «Трудові резерви» з того ж міста. У 1950 році здобув з ворошиловградцями срібні нагороди першості УРСР. З 1951 по 1954 рік обіймав посаду головного тренера харківського «Локомотива», певний час суміщав її з обов'язками начальника команди. У 1952 році вивів команду до класу «А» чемпіонату СРСР. У 1955 році поступився посадою очільника «Локомотива», однак входив до тренерського штабу клубу. Наступного року прийняв керування харківським «Авангардом», а протягом 1957 року очолював дніпродзержинський «Хімік».

## Тренерські досягнення
- Переможець класу «Б» чемпіонату СРСР (1): 1952
- Срібний призер чемпіонату УРСР (1): 1950